# Калабасас
Калабасас (англ. Calabasas) — місто (англ. city) в США, в окрузі Лос-Анджелес штату Каліфорнія. Населення — 23 241 особа (2020).

## Географія
Калабасас розташований за координатами 34°8′2″ пн. ш. 118°40′8″ зх. д. / 34.13389° пн. ш. 118.66889° зх. д. (34.133808, -118.668926).  За даними Бюро перепису населення США, у 2010 році місто мало площу 33,54 км², з яких 33,41 км² — суходіл та 0,13 км² — водойми. У 2017 році площа становила 35,53 км², з яких 35,44 км² — суходіл та 0,09 км² — водойми.
Місто розташоване в південно-західній частині долини Сан-Фернандо та включає в себе гору Санта-Моніка. Це за 35 км від центру Лос-Анджелеса. Місто межує з Вудленд-Гіллз на північному сході, Топангою на південному сході, з Малібу на півдні, Аґурою-Гіллз на заході та з Гідден-Гіллз на півночі.
Калабасас часто порівнюють з Вудленд-Гіллз та Топангою через аналогічну площу, демографію і низьку щільності населення. Але Калабасас єдине з цих двох міст, яке має розвинену інфраструктуру, незалежну від Лос-Анджелеса. За переписом населення, місто має загальну площу в 34.1 км², причому 0.1 км² займає вода. У спекотні місяці року температура в місті на 6-8 градусів вище, ніж у Вудленд-Гіллз, оскільки рельєф місцевості за формою нагадує лійку, яка затримує тепло.

## Демографія
Згідно з переписом 2010 року, у місті мешкало 23 058 осіб у 8543 домогосподарствах у складі 6381 родини. Густота населення становила 687 осіб/км².  Було 8878 помешкань (265/км²).
Расовий склад населення:
| - 83,9 % — білих - 8,6 % — азіатів - 1,6 % — чорних або афроамериканців - 0,2 % — корінних американців - 1,6 % — осіб інших рас |

До двох чи більше рас належало 4,0 %. Частка іспаномовних становила 6,4 % від усіх жителів.
За віковим діапазоном населення розподілялося таким чином: 25,3 % — особи молодші 18 років, 62,1 % — особи у віці 18—64 років, 12,6 % — особи у віці 65 років та старші. Медіана віку мешканця становила 41,6 року. На 100 осіб жіночої статі у місті припадало 93,6 чоловіків;  на 100 жінок у віці від 18 років та старших — 89,8 чоловіків також старших 18 років.
Середній дохід на одне домашнє господарство  становив 155 462 долари США (медіана — 106 050), а середній дохід на одну сім'ю — 171 460 доларів (медіана — 124 806). Медіана доходів становила 102 687 доларів для чоловіків та 62 272 долари для жінок. За межею бідності перебувало 7,9 % осіб, у тому числі 5,1 % дітей у віці до 18 років та 6,7 % осіб у віці 65 років та старших.
Цивільне працевлаштоване населення становило 11 240 осіб. Основні галузі зайнятості: освіта, охорона здоров'я та соціальна допомога — 23,4 %, науковці, спеціалісти, менеджери — 21,5 %, фінанси, страхування та нерухомість — 11,0 %, виробництво — 8,9 %.

## Економіка

### Головні роботодавці
Відповідно до щорічного фінансового звіту міста 2009 року головними роботодавцями були:
| #  | Роботодавець                         | Кількість співробітників |
| -- | ------------------------------------ | ------------------------ |
| 1  | Las Virgenes Unified School District | 1,672                    |
| 2  | Bank of America Home Loans           | 700                      |
| 3  | The Cheesecake Factory               | 640                      |
| 4  | Alcatel-Lucent                       | 373                      |
| 5  | Sedgwick CMS                         | 350                      |
| 6  | Viewpoint School                     | 275                      |
| 7  | Spirent                              | 210                      |
| 8  | City of Calabasas                    | 199                      |
| 9  | Informa Research Services            | 173                      |
| 10 | ValleyCrest                          | 160                      |

## посилання
- Calabasas official website [Архівовано 23 серпня 2014 у Wayback Machine.]
- Calabasas Chamber of Commerce [Архівовано 28 січня 2011 у Wayback Machine.]
- Calabasas @ The Official Conejo Valley Website [Архівовано 19 вересня 2014 у Wayback Machine.], a Web site with local history, events, and community information.
- L.A.Mountains [Архівовано 7 лютого 2012 у Wayback Machine.] official Upper Las Virgenes Canyon Park website.